# 桂米輔
桂 米輔（かつら よねすけ、1950年11月17日 - ）は大阪府大阪市住之江区出身の落語家。本名は古山 元昭。大阪府立茨木高等学校卒業。

## 人物
1970年4月、3代目桂米朝に入門。同年10月の京都東山安井金比羅会館での「桂米朝落語研究会」にて初舞台。米朝事務所所属。上方落語協会理事。自称コボちゃん似、愛称は「ポンちゃん」。
江戸落語の噺家で落語芸術協会理事の桂米助と読みが同じだが、こちらはヨネスケを名乗る方が多い。
川柳結社「二匹目のどぜう」会長。笛の名手としても知られ、その教えを受けた上方落語家は数多い。天満天神繁昌亭の落語家入門講座の講師。

## 弟子
- 桂鞠輔（2010年4月入門）